# Rodion Romanovitj Raskolnikov
Rodion Romanovitj Raskolnikov (ryska: Родион Романович Раскольников) är en fiktiv protagonist, student och dubbelmördare i 1860-talets Sankt Petersburg, huvudfigur i Fjodor Dostojevskijs roman Brott och straff (1866). Raskolnikov har i det moderna Sankt Petersburg fått en närmast kultliknande status. Namnet Raskolnikov kommer från ryskans raskolnik som betyder "schismatiker" (sekterist, avfälling). Karaktären lever i svår fattigdom och har inte råd att fortsätta sina studier i juridik. Han utvecklar en idé om att det finns två typer av människor vilka är dels vanligt folk och dels de som är ämnade till stordåd. De sistnämnda behöver inte leva efter samma moral eftersom det är viktigt att dessa förverkligar sin potential. Genom att se sig själv som att tillhöra denna grupp rättfärdigar Raskolnikov mord och stöld för sig själv.